# Шокат ас-Суфи
Шокат ас-Суфи (араб. شوكة الصوفي‎) — палестинский город на юге Сектора Газа. Расположен недалеко от недействующего международного аэропорта Дахании. Один из беднейших населённых пунктов Сектора Газа, имеющий слаборазвитую инфраструктуру. 
Город управляется муниципальным советом, состоящим из одиннадцати членов, включая мэра. С 2005 года мэром города является Муса Абу Джлайдан.

## История и жизнь в городе
Сельскохозяйственными культурами города являются миндаль, цитрус, оливки, овощи и алоэ.
Город изначально был каменной территорией некоторых бедуинских племен, он получил такое название в честь одного из рыцарей Тарабина, а жители ласково называли ее «Человек моря». Жители деревни вели относительно суровую бедуинскую жизнь, особенно из-за нехватки воды, поскольку они перевозили её из города Рафах на спинах верблюдов и ослов.
Деревня Шокат ас-Суфи претерпела радикальные изменения после подписания соглашений в Осло: ее территория шириной в километр и длиной в три километра была отрезана от ее земель для создания проекта международного аэропорта имени Ясира Арафата.
Жители были переведены в еврейский район после того, как им была выплачена компенсация. Вода и электричество были проведены после строительства аэропорта, за счёт чего многие жители Рафаха начали переезжать сюда. В населённом пункте открыты начальная школа и медицинский центр.

## Население
Согласно переписи Палестинского центрального статистического бюро 1997 года, в Шокате ас-Суфи проживало 5663 человека, из которых 90% составляли палестинские беженцы. Гендерный состав населения города составлял 49,3% мужчин и 50,7% женщин . По данным 2017 года в городе проживало 16 445 человек.